# One (Lil'Bのアルバム)
「ONE」（ワン）とは、2009年12月9日にDefSTAR RECORDSから発売されたLil'Bの2作目のスタジオ・アルバム。

## 解説
1stアルバム『今、キミへ…』から10ヶ月ぶりの新作は先行シングル2曲を収録。オリコンチャートで5位を獲得。特典DVD付初回限定盤と通常盤の2形態で発売。

## 収録曲

### CD
特記以外　作詞：AILA　作曲・全編曲：黒光雄輝
1. 続・キミに歌ったラブソング 
  - 作詞：MIE/AILA
  - 「レコチョク」CMソング
2. 時間を止めて…
  - 作曲：松村雄介
  - 5thシングル
  - ケータイ小説「ちっちゃな彼女。」コラボレーション・ソング
3. Tell me why?
4. つないだ手
  - 6thシングル
  - TBS系列「鋼の錬金術師 FULLMETAL ALCHEMIST」エンディングテーマ
5. 泣いてなんかないよ
6. 思い出になる前に
7. Days～3度目の季節～
8. S.O.S
  - 作詞：MIE
9. そばにいるだけで
10. ラストレター
11. ありがとう
  - 作詞：MIE
12. 明日色の花

### DVD
1. 時間を止めて… （ミュージック・ビデオ）
2. つないだ手（ミュージック・ビデオ）
3. キミに歌ったラブソング（ケータイ音楽ドラマ"DOR@MO"）